# GR-43
L'autoroute GR-43 est une autoroute urbaine en partie réalisée (en 2025), qui pénètre Grenade par le nord-ouest en venant de Cordoue.
Elle va prolonger la future A-81 à partir de Pinos Puente.
D'une longueur de 11 km, elle va relier l'A-81/A-92 au nord ouest de l'agglomération à l'A-92G à l'ouest de la ville.
Elle double la route nationale N-432 (es) vers l'ouest à partir de la A-44 – en avril 2025 le tronçon de la GR-43 vers l'est est toujours manquant ; mais la moitié de l'échangeur entre l'A-44 et la GR-43 est en fonctionnement, ce qui permet de décongestionner la N-432 le long de laquelle plusieurs zones industrielles importantes sont implantées vers Atarfe et Pinos Puente.

## Tracé
- Elle va prolonger l'A-81 tout près de Pinos Puente et desservir les communes du nord-ouest de Grenade
- À hauteur d'Atarfe, elle croiser la A-44 qui contourne l'agglomération par l'ouest.
- Elle se termine à l'ouest de la ville en bifurquant avec l'A-92G (Antenne de Grenade)

## Sorties
De Bailen à Motril
| Sorties | Villes |          |
| ------- | --- | -------- |
|         | Autovia de Badajoz à Grenade Cordoue - Badajoz                                                                | A-81     |
| 01      | Pinos Puente                                                                                                  |          |
| 02      | Torre Abeca (es) - Pedro Ruiz (es) Fuente Vaqueros Zone Industrielle Atarfe                                   | GR-NO-14 |
|         | Guadix - Almérie - Murcie Antequera - Malaga - Séville                                                        | A-92     |
| 04      | Atarfe - Santa Fe                                                                                             |          |
|         | Jaen - Bailen Motril                                                                                          | A-44     |
|         | Grenade Centre - Grenade-Avenida de Andalucia GR-30 Santa Fe - Aéroport Frederico Lorca Malaga - Séville A-92 | A-92G    |